# Waldemar Musioł

Wappen von Waldemar Musioł

Waldemar Musioł (* 10. November 1976 in Krapkowice) ist ein polnischer römisch-katholischer Geistlicher und Weihbischof in Oppeln.

## Leben
Waldemar Musioł trat in das Priesterseminar des Bistums Oppeln ein und absolvierte zwischen 1995 und 2001 seine theologische Ausbildung am Höheren Theologischen Seminar, zunächst in Neisse und dann in Oppeln. Parallel dazu studierte er Theologie an der Theologischen Fakultät der Universität Opole, wo er 2001 seinen Magisterabschluss machte. Am 2. Juni 2001 empfing er durch Bischof Alfons Nossol das Sakrament der Priesterweihe in der Kathedrale zum Heiligen Kreuz in Oppeln.
Nach der Priesterweihe war er zunächst als Vikar in Neisse (2001–2005) und in Oppeln (2005–2006) in der Pfarrseelsorge tätig. 2005 erwarb er den Bachelor in Pastoraltheologie an der Theologischen Fakultät in Oppeln. Ab 2006 war er Mitarbeiter des diözesanen Seelsorgeamts, dessen Direktor er seit 2009 ist. Von 2008 bis 2013 war er zudem Rector ecclesiae der Kirche des heiligen Sebastian in Oppeln, wo er unter anderem die deutsche Minderheitengemeinde betreute. Er ist Mitglied zahlreicher diözesaner Gremien, darunter seit 2006 Mitglied des Diözesanrats für nationale Minderheiten, seit 2010 Mitglied des Diözesanpastoralrats, seit 2016 Mitglied des Diözesanpriesterrats und seit 2020 Mitglied der Diözesankommission für Gemeindewirtschaft. 2021 wurde er zum Moderator der Organisationsgruppe für die Diözesansynode sowie zum Sekretär des Seelsorgekomitees der Polnischen Bischofskonferenz berufen.
Am 29. Oktober 2022 ernannte ihn Papst Franziskus zum Titularbischof von Bagis und zum Weihbischof in Oppeln. Die Bischofsweihe spendete ihm der Bischof von Oppeln, Andrzej Czaja, am 10. Dezember desselben Jahres in der Oppelner Seminarkirche. Mitkonsekratoren waren der Apostolische Nuntius in Polen, Erzbischof Salvatore Pennacchio, und der Erzbischof von Kattowitz, Wiktor Skworc.